# McArthur Peak
McArthur Peak – szczyt na terytorium Jukon, w Kanadzie, w Górach Świętego Eliasza. Jego wysokość wynosi 4344 m n.p.m. i jest to piętnasty co do wielkości szczyt w Jukonie. Po raz pierwszy został zdobyty w 1961. Nazwa szczytu wzięta jest od nazwiska Jamesa Josepha McArthura, który jako pierwszy wszedł na kanadyjski szczyt wielkości powyżej 10000 stóp (Mount Stephen w 1887).